# サーカ (バンド)
サーカ（英語: Circa、様式化された表記は「CIRCA:」）は、イエスに関わってきた4人のメンバー：現イエス・メンバーであるアラン・ホワイト（ドラム）、元イエス・メンバーのトニー・ケイ（ハモンド、キーボード）、現イエス・メンバーのビリー・シャーウッド（ボーカル）、イエスのアルバム『結晶』で演奏したギタリストのジミー・ホーンによって結成されたプログレッシブ・ロック・スーパーグループである。
2012年以来、ラインナップはシャーウッド（ボーカル、ギター）、ケイ（キーボード）、リック・ティアーニー（ベース）、スコット・コナー（ドラム）で構成されている。

## 略歴

### 起源
ジミー・ホーンとマイケル・シャーウッド（ビリー・シャーウッドの兄）は幼年期の友人で、1981年にビリーも加入した「ロジック」というバンドを結成していた。ロジックが解散した数年後、ビリー・シャーウッドはイエスのベーシスト、クリス・スクワイアや、トニー・ケイとアラン・ホワイトを含む他のイエス・メンバーを紹介された。シャーウッドはバンドと一緒に次のアルバムの曲作りを担当した。一方、ホーンとマイケル・シャーウッドの両名は、イエスから派生したバンド、アンダーソン・ブルーフォード・ウェイクマン・ハウとセカンド・アルバムのセッションを行うようになった。両プロジェクトのマテリアルは1991年のアルバム『結晶』にまとめられ、ビリー・シャーウッドが収録曲「The More We Live - Let Go」で、ホーンとマイケル・シャーウッドがその他の収録曲でフィーチャーされた。スクワイアとビリー・シャーウッドは、『結晶』で使われなかった一連の楽曲を書いていた。その後、彼らは1992年にクリス・スクワイア・エクスペリメントの名前で、ホワイトとホーンを含むラインナップで短いツアーを行った（クリス・スクワイア・エクスペリメントは後にコンスピラシーに発展した）。
ビリー・シャーウッドは、それから数年間、イエスに入ったり出たりの関係を続け、1994年には、ジョン・アンダーソン、トレヴァー・ラビン、クリス・スクワイア、アラン・ホワイト、トニー・ケイと共にアルバム『トーク』のツアーに参加した。その後、1995年に、シャーウッドとラビンは一緒にいくつかの曲を書いた。『サーカ・ファースト・アルバム』収録のうち2曲はこの時の素材に基づいている。
ビリー・シャーウッドは、結局のところ数年間、イエスに加わって、再び脱退した。2000年代半ば、彼は2枚のピンク・フロイドのトリビュートアルバム、『Back Against the Wall』と『Return to the Dark Side of the Moon』をオーガナイズし、アルバム各曲毎のプロジェクトのいくつかにゲストとして歴代のイエス・メンバーをフィーチャーした。そこには、ケイ、ホワイト、ジェフ・ダウンズ、ピーター・バンクス、ビル・ブルーフォード、スティーヴ・ハウ、リック・ウェイクマンが含まれていた。これらのプロジェクトの第2段階として、シャーウッドはケイを誘い、イエスの元メンバーと現在のメンバーによるプロジェクトをまとめる提案を行った。ファミリー、またはファミリー・プロジェクトという仮のタイトルで進められ、メンバーにはさまざまな名前が浮かんだが、やがてホワイトとバンクスにアプローチしていった。
しかし、2006年、プロジェクトが発展するにつれて、シャーウッドとケイは取り組み方や焦点の当て方を変更し、ユニット的なバンドの結成に集中することにした。彼らはドラムのアラン・ホワイトとギターのジミー・ホーンを募り、デビュー・アルバムをレコーディングした。サーカの結成は、2007年3月、正式に発表された。

### 『サーカ・ファースト・アルバム』とツアー
2007年7月30日、マイケル・シャーウッドとコール・コールマンがゲスト参加した、9曲入りのデビュー・アルバム『サーカ・ファースト・アルバム』をセルフ・リリースした。このアルバムには、1995年にトレヴァー・ラビンと共同執筆したビリー・シャーウッドのマテリアルを基とする2曲が含まれている。
バンドのデビュー・ライブは、2007年8月23日にサン・ファン・カピストラーノで行われ、演奏にはイエス・ナンバーをつないだインストゥルメンタル・メドレーが含まれていた。この時のライブ映像は、2008年2月発表されたアルバム『ライヴ』の付属DVDとしてリリースされた。2008年初頭、いくつかの北米ツアーが続き、シャーウッドとケイと過去にコラボレーションしたことのあるジェイ・シェレンが、ある日のライブでホワイトの代役となった。

### 『ヘッド・クオーター(サーカ・セカンド・アルバム)』とYOSO
2008年7月、イエスの仕事に集中することを選択したアラン・ホワイトに代わり、ジェイ・シェレンが恒久的なメンバーとなった。2008年後半、新しいラインナップでアルバム『ヘッド・クオーター(サーカ・セカンド・アルバム)』がレコーディングされた。このアルバムは2009年1月14日にリリースされている。元TOTOの歌手、ボビー・キンボールとの短いイタリア・ツアーが2009年2月に発表され、サーカ、イエス、TOTOの音楽からなるセットリストを演奏した。その後、キンボールとサーカが集結した新しいバンドYOSO（最初はAKAと呼ばれた）が結成されたが、サーカからはシャーウッドとケイだけがメンバーとなり、ギタリストのジョニー・ブラーンズとドラマーのスコット・コナーが加わった。

### 『アンド・ソー・オン』
YOSOは2011年初頭に解散し、ギタリストのブラーンズがホーンと交代する形でサーカに加入した。ホーンは、コマーシャルに音楽を提供する仕事に集中するために脱退した。ジェイ・シェレンもエイジア・フィーチャリング・ジョン・ペインやアンルーリー・チャイルドでの活動に集中したいとバンドを離れた。コナーはもともとドラムを引き継ぐことになっていたが脱退し、ロニー・シアゴがバンドに参加した。2011年3月7日、ミチ・シャーウッド（ビリーの妻）は、バンドの次のアルバムが『アンド・ソー・オン』と呼ばれることを明らかにした。
しかし、北米西部のツアー日程でシアゴはバンドを去り、再びコナーが加わった。
2013年、サーカのスタジオ・アルバムと最初のライブ・アルバムがすべてクレオパトラ・レコードから再リリースされた。サーカはまた、Glassville Recordsから新しいライブ・アルバム『Live From Here There & Everywhere』をリリースした。

### 『ヴァレー・オブ・ザ・ウィンドミル - 風車の谷の物語』
サーカの4枚目のアルバム『ヴァレー・オブ・ザ・ウィンドミル - 風車の谷の物語』は、2016年7月8日にフロンティアーズ・レコードからリリースされた。いくつかの長尺ナンバーを含んでおり、シャーウッドはそれを「スーパー・プログレ」だと言っている。

### 今後の5枚目のアルバム
2019年4月15日、シャーウッドは自らのFacebookページで、彼とトニー・ケイが現在、5枚目のアルバムのために「さまざまな音楽のアイデアを切り取っている」と発表した。

## メンバー
| - ビリー・シャーウッド (Billy Sherwood) - リード・ボーカル (2006年– )、ベース (2006年–2012年)、ギター (2012年– ) - トニー・ケイ (Tony Kaye) - キーボード (2006年– ) - スコット・コナー (Scott Connor) - ドラム (2010年–2011年、2011年– ) - リック・ティアーニー (Rick Teirney) - ベース (2012年– ) | - アラン・ホワイト (Alan White) - ドラム (2006年–2008年) - ジミー・ホーン (Jimmy Haun) - ギター、バック・ボーカル (2006年–2011年) - ジェイ・シェレン (Jay Schellen) - ドラム (2008年–2010年) - ロニー・シアゴ (Ronnie Ciago) - ドラム (2011年) - ジョニー・ブラーンズ (Johnny Bruhns) - ギター (2011年-2012年) |

## ディスコグラフィ

### スタジオ・アルバム
- 『サーカ・ファースト・アルバム』 - CIRCA: 2007 (2007年)
- 『ヘッド・クオーター(サーカ・セカンド・アルバム)』 - CIRCA: HQ (2009年)
- CIRCA: Overflow (2009年) ※最初の2枚のCDで収録できなかった曲のコレクション
- 『アンド・ソー・オン&オーヴァーフロウ』 - And So On (2011年) ※日本盤は上記アルバムをカップリング
- 『ヴァレー・オブ・ザ・ウィンドミル - 風車の谷の物語』 - Valley of the Windmill (2016年)[5]

### ライブ・アルバム
- 『ライヴ』 - CIRCA: Live (2008年)
- Live From Here There & Everywhere (2013年)